# Costalimada brasiliensis
Costalimada brasiliensis es un insecto hemiptero de la familia Aleyrodidae, subfamilia Aleyrodinae.
Costalimada brasiliensis fue descrita científicamente por primera vez por Takahashi en 1951.